# 小野門之助
小野 門之助（おの もんのすけ、1896年（明治29年）3月23日 - 1944年（昭和19年）12月15日）は、日本陸軍の軍人。最終階級は陸軍少将。陸軍航空界における空中写真判読の権威として知られている。

## 経歴
1917年（大正6年）5月25日に陸軍士官学校（29期）を卒業し、同年12月25日に砲兵少尉に任官、野砲兵第3連隊付となる。1921年（大正10年）4月1日に砲兵中尉に昇進し、1924年（大正13年）8月20日に下志津陸軍飛行学校教官に補され、1925年（大正14年）5月に航空兵中尉に転じる。1926年（大正15年）2月26日、日本写真学会の前身である東京寫眞學會の創立総会に参集。
1926年（大正15年）8月6日に航空兵大尉に昇進後、陸地測量部部付兼勤などを経て、1934年（昭和9年）8月1日に航空兵少佐に昇進、下志津陸軍飛行学校研究部部員兼任となる。1938年（昭和13年）7月15日に航空兵中佐に昇進。
その後、飛行第75戦隊戦隊長、第2飛行師団第6飛行団司令部団長などを歴任したが、1944年（昭和19年）12月15日に航空事故のため奄美大島にて死去し、没後陸軍少将に進級し従四位に叙せられた。

## 栄典
- 1918年（大正7年）2月20日 - 正八位[10]
- 1920年（大正9年）11月1日 - 勲六等単光旭日章・大正三年乃至九年戦役従軍記章[11]
- 1921年（大正10年）5月20日 - 従七位[12]
- 1926年（大正15年）
  - 6月15日 - 正七位[13]
  - 11月29日 - 勲五等瑞宝章[14]
- 1931年（昭和6年）7月15日 - 従六位[15]
- 1933年（昭和8年）9月4日 - 勲四等瑞宝章[16]
- 1934年（昭和9年）4月29日 - 功五級金鵄勲章・旭日小綬章・昭和六年乃至九年事変従軍記章[17]
- 1936年（昭和11年）8月1日 - 正六位[18]
- 1939年（昭和14年）4月13日 - 勲三等瑞宝章[19]